# Swesda Irkutsk
FK Swesda Irkutsk (russisch Звезда Иркутск, wiss. Transliteration Zvezda Irkutsk) war ein russischer Fußballverein aus der Stadt Irkutsk. Der Club spielte zuletzt 2007 und 2008 in der 1. Division, wurde aber wegen ausstehender Gehaltszahlungen im November 2008 vom Verband des russischen Profifußballs ausgeschlossen.

## Geschichte
Der 1957 gegründete Verein Swesda Irkutsk stieg 2006 durch den ersten Platz in der Ost-Gruppe der 2. Division in die 1. Division auf. Der Club spielte zuvor bereits zwischen 1992 und 1996 fünf Spielzeiten lang in der 1. Division mit einem vierten Platz 1995 als bestes Resultat.
Swesda Irkutsk trug seine Heimspiele im 18.500 Zuschauer fassenden Trud Stadion aus.